# Nyctemera tritum
Nyctemera tritum là một loài bướm đêm thuộc phân họ Arctiinae, họ Erebidae.